# Matteusevangeliet
Matteusevangeliet är det enligt kyrkan främsta av de synoptiska evangelierna. 

## Innehåll
Matteusevangeliet innehåller större delen av Markusevangeliet, men med förbättrat språk och ofta kortare berättelser så att poängen blir tydligare. Matteusevangeliet har även en del material, framförallt Jesusord, gemensamt med Lukasevangeliet; det gemensamma materialet (drygt en fjärdedel av matteustexten) anses av många forskare härstamma från den så kallade Q-källan, se tvåkällshypotesen men flera andra förklaringsmodeller föreligger inom bibelforskningen till hur synoptikerna förhåller sig till varandra och utomstående källor. 
Matteusevangeliet kännetecknas av att det innehåller fem längre block av Jesu undervisning: kapitel 5–7, Bergspredikan, kapitel 10, Missionstalet eller utsändningstalet, kapitel 13, Liknelsetalet, kapitel 18, Talet till församlingen eller kyrkoordningstalet, och kapitel 24–25, Talet om Jesu återkomst. Till Matteus särstoff, det vill säga det unika materialet för Matteusevangeliet, hör berättelserna om Jesu födelse och barndom, flera liknelser (till exempel skatten och pärlan och de tio brudtärnorna) samt en hel del Jesusord (till exempel om jordens salt och världens ljus samt vargar i fårakläder). Även Jesu uttalande om Petrus som klippan är matteiskt särstoff. Totalt utgör detta drygt en fjärdedel av evangeliet. Därutöver innehåller Matteusevangeliet många citat ur Gamla Testamentet.

## Teologi
Matteusevangeliet lägger stor tonvikt vid Jesus som "Davids son", dvs den Messias som den kristna kyrkan hävdar finns utlovad i Gamla Testamentet. För Matteus är det också mycket viktigt att utmåla denne Messias som "Guds son", en återkommande formulering i evangeliet. De så kallade "reflektionscitat " som  återfinns i Matteusevangeliets inledning är därför mycket viktiga för evangeliet som helhet: de länkar Jesus från Nasaret med Gamla Testamentet sett ur författarens perspektiv. Som exempel kan nämnas reflektionscitatet från Jesaja 7:14 i evangeliets inledning: Jesus - född av jungfrun (Matteus använder Septuagintas översättning av versen i Jesaja) blir här "Imanuel" - "Gud med oss" något som sedan får sin fullkomning i evangeliets sista vers där Jesus uppges säga "jag är med er alla dagar till tidens slut". Inkarnationen utgör på så sätt ett så kallat "inklusio" (ett vanligt stildrag i såväl biblisk som utombiblisk litteratur) som inramar den övriga berättelsen.
Ett annat tydligt teologiskt drag i Matteus är betoningen av Jesu lära som uppfyllelsen - och inte upphävandet - av den judiska lagen samt hur denna lära lägger grunden för det så kallade Gudsriket: det rike den Messias som utmålas i Matteus har kommit för att utbreda. I detta ligger också hemligheten att även hedningar skall få ingå i förbundsfolket något som blir allra tydligast i den så kallade missionsbefallningen, allra sista i evangeliet: "Gå därför ut och gör alla folk till lärjungar" (28:19).

## Historia
Författaren hänvisar inte till sig själv i evangeliet, men enligt tidig kyrklig tradition (från ca 150-200 e.Kr.) författades det av aposteln Matteus. Författaren var kunnig i grekiska och därtill väl beläst på de judiska sederna, och författarens språkkunskaper gör det problematiskt att identifiera evangelisten Matteus med Jesu lärjunge, tullindrivaren Matteus (10:1). Det råder numera hos nutida bibelforskare konsensus om att evangeliet inte är skrivet av Matteus och att författaren är okänd.
Om man accepterar tvåkällshypotesen som anger att Matteusevangeliet använder Markusevangeliet måste Matteusevangeliet vara skrivet efter Markusevangeliet. Markusevangeliet skrevs troligen i samband med Petrus död på 60-talet, och därför kan Matteusevangeliet inte dateras tidigare än till omkring år 65. Många bibelforskare anser att man kan se spår av att Jerusalems förstörelse (år 70) redan skett i evangeliet, vilket i så fall gör att det måste dateras efter denna händelse. Däremot var sådana förutsägelser om Jerusalems förstörelse inte alls ovanliga i Israel under Jesu livstid, vilket innebär att Jesus också mycket väl kan ha förväntat Jerusalems fall. Första gången Matteusevangeliet citeras är i Ignatios brev (skrivna omkring 105–110 e.Kr.). Då var alltså Matteusevangeliet känt åtminstone i den del av den tidiga kyrkan där Ignatios var verksam. Evangeliet bör alltså ha tillkommit någon gång mellan 65 och 100 e.Kr. Flera av Nya Testamentets brev, som dateras till mellan 50 och 80 e.Kr., hänvisar till Jesu undervisning som bevaras i Matteusevangeliet. Inte minst författaren till Jakobs brev (en skrift som flera forskare menar kan vara Nya Testamentets äldsta skrift från sent 40-tal, men som majoriteten förlägger till cirka 70–100) kan vara bekant med Bergspredikan. Det är oklart om dessa nytestamentliga skrifter hänvisar enbart till minnet av Jesu undervisning – förmedlat muntligt – eller till själva Matteusevangeliet.
Papias (omkring år 130) skriver att "Matteus sammanställde orden på arameiska och var och en översatte dem så gott han kunde". Detta har föranlett funderingar kring om det kan ha funnits en arameisk förlaga, eller i alla fall en arameisk samling av Jesusord, som källa till evangeliet. Något tecken på en sådan arameisk eller hebreisk förlaga går dock inte att spåra i grundtexten och Papias mening är omstridd av forskare. Se vidare arameiskt företräde.

## Exempel på perikop
Kapitel 10, vers 28
- Grekiska: καὶ μὴ φοβεῖσθε ἀπὸ τῶν ἀποκτεννόντων τὸ σῶμα, τὴν δὲ ψυχὴν μὴ δυναμένων ἀποκτεῖναι: φοβεῖσθε δὲ μᾶλλον τὸν δυνάμενον καὶ ψυχὴν καὶ σῶμα ἀπολέσαι ἐν γεέννῃ.[4]
- Svenska: Var inte rädda för dem som kan döda kroppen men inte kan döda själen. Frukta i stället honom som kan förgöra både själ och kropp i helvetet.